# Parque da Cidade da Póvoa de Varzim

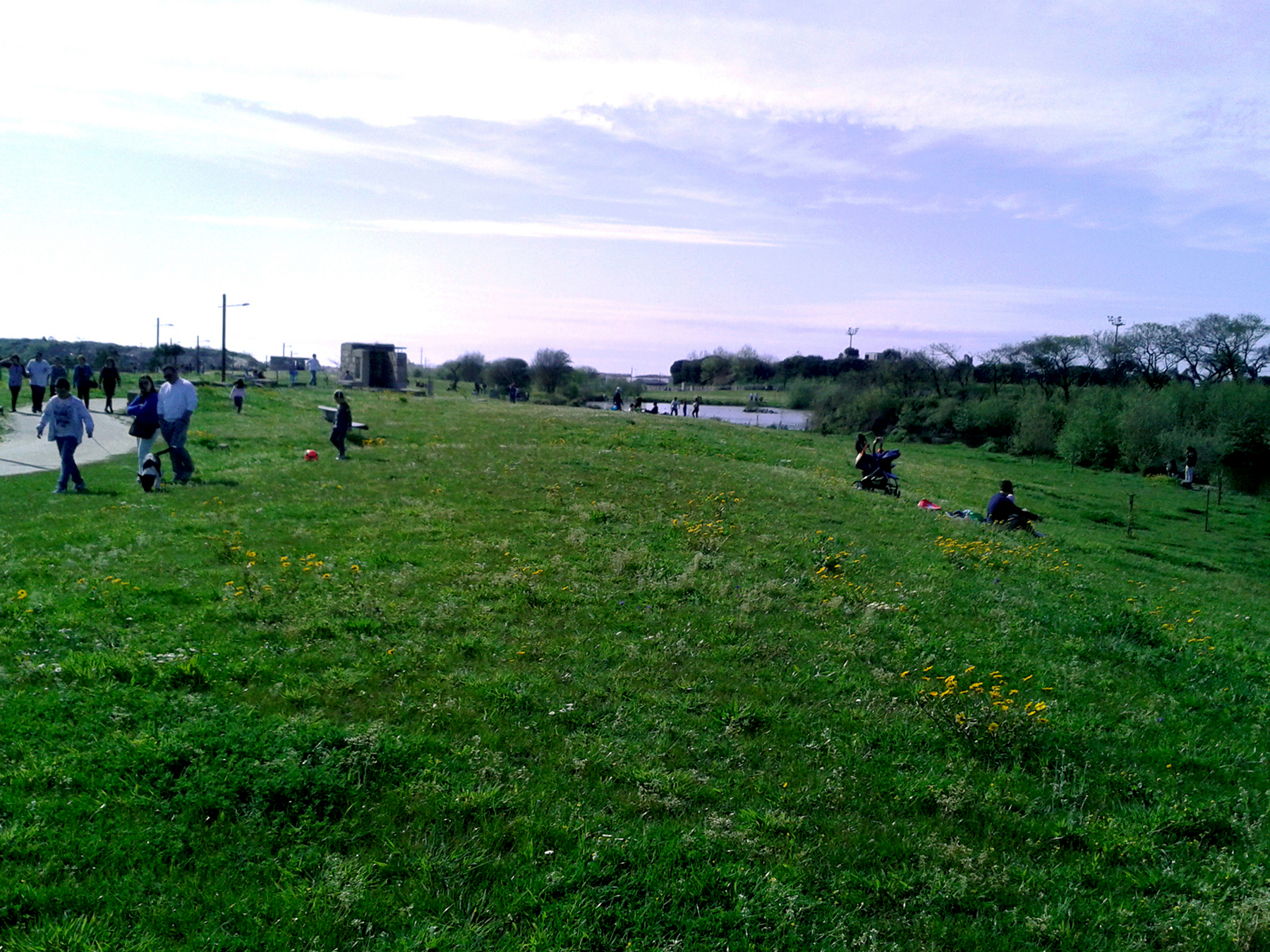
O parque é não só utilizado pela população, mas crescentemente uma atração turística por si mesmo.

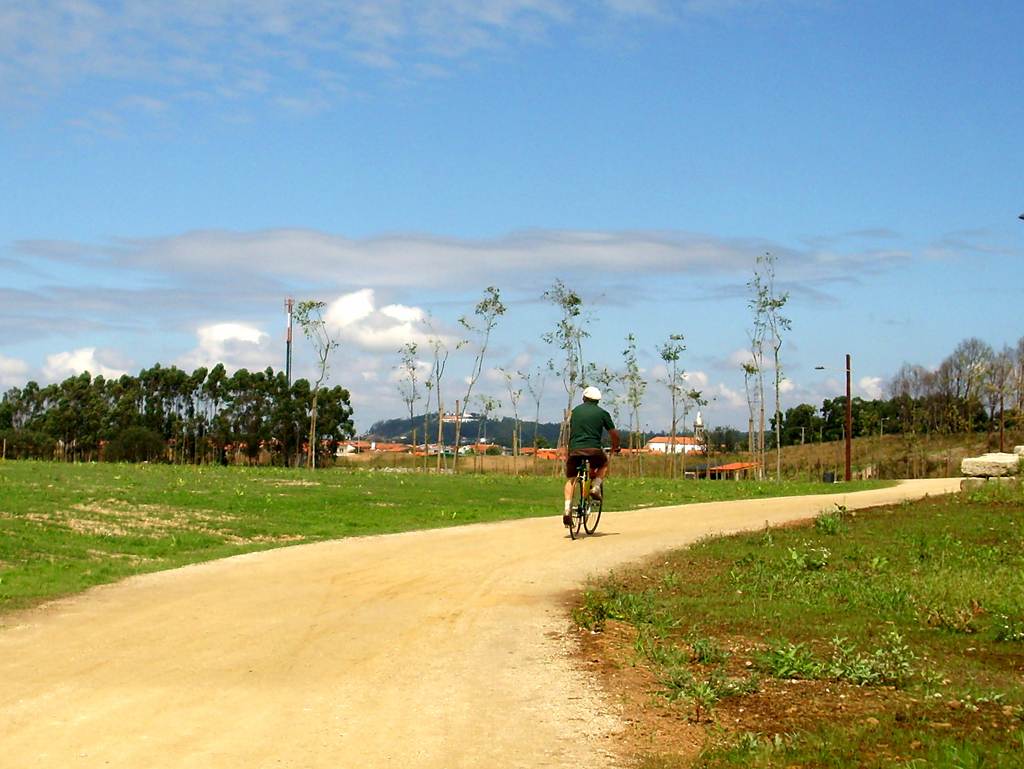
Caminho no Parque da Cidade.

O Parque da Cidade da Póvoa de Varzim é um parque urbano público da Póvoa de Varzim em Portugal. O parque está localizado numa antiga planície, onde existiam um pequeno ribeiro, campos de cultivos e algumas quintas. A modelação do terreno originou a criação de colinas, lago, charcos, ilha e caminhos. Foram construídas pequenas pontes, praças e edíficios. O parque inclui o Estádio Municipal da Póvoa de Varzim.
O parque foi desenhado pelo arquitecto paisagista Sidónio Pardal. Hoje com 30 hectares, o projecto quando concluído terá quase 78 hectares, reduzidos de 90 iniciais. A área do parque estende-se desde a auto-estrada A28 até à lagoa da Pedreira.

## História
O projeto para um parque urbano na Póvoa de Varzim foi pensado cedo no século XX, e estava planeado para a área envolvente à Praia da Lagoa no local de uma antiga lagoa de água salgada, contudo as imobiliárias da Póvoa de Varzim fizeram pressão para o desenvolvimento urbano da zona em frente à praia e apenas restou uma pequena zona interior para o parque. Em 1997, um novo projeto começou a ser planeado numa área mais a interior. Este novo local tinha uma área significativamente maior e estava localizado entre a auto-estrada A28 (IC1) e a Lagoa da Pedreira.
O novo projeto era parte da política urbanística do presidente da câmara Macedo Viera e foi desenhado pelo arquiteto paisagista Sidónio Pardal, o mais conceituado entre os arquitetos paisagistas portugueses, que desenhou o Parque da Cidade do Porto (1992-2002). O parque poveiro estava planeado para ser um dos maiores parques urbanos portugueses com 90 hectares, um tamanho similar ao do Porto, com 83 ha e considerado o maior parque urbano de Portugal. O arquiteto paisagista referiu-se à zona de desenvolvimento da Póvoa como sendo "monótona, inóspita, plana e exposta à auto-estrada", por isso vários taludes tiveram que ser erigidos.
O projeto da Cidade Desportiva, a primeira fase, começou em 2003 com a construção do Estádio Municipal. Em 2005, foram criados campos de futebol com relvado artificial, por detrás do estádio. O parque de lazer com 19 ha começou a ser construído em 2007 e foi aberto ao público durante as festas de São Pedro da Póvoa de Varzim. A construção foi lenta e faseada, principalmente devido à existência de 150 parcelas de terreno privadas. Os fundos para o projeto foram fundos próprios da Câmara Municipal da Póvoa de Varzim e os restantes 25% obtidos do Fundo de Turismo, que gere os impostos obtidos do Casino da Póvoa.

## Paisagismo e equipamentos
O Parque Nascente é um parque de Lazer com 19 hectares e um lago central de 2 hectares. O lago está rodeado por 3 km de caminhos e 20 estações. Estas estações são construções graníticas, por vezes incluindo também xisto, usados para descanso, algumas com forma de pequenas praças ou anfiteatros outras para estadias mais reservadas.

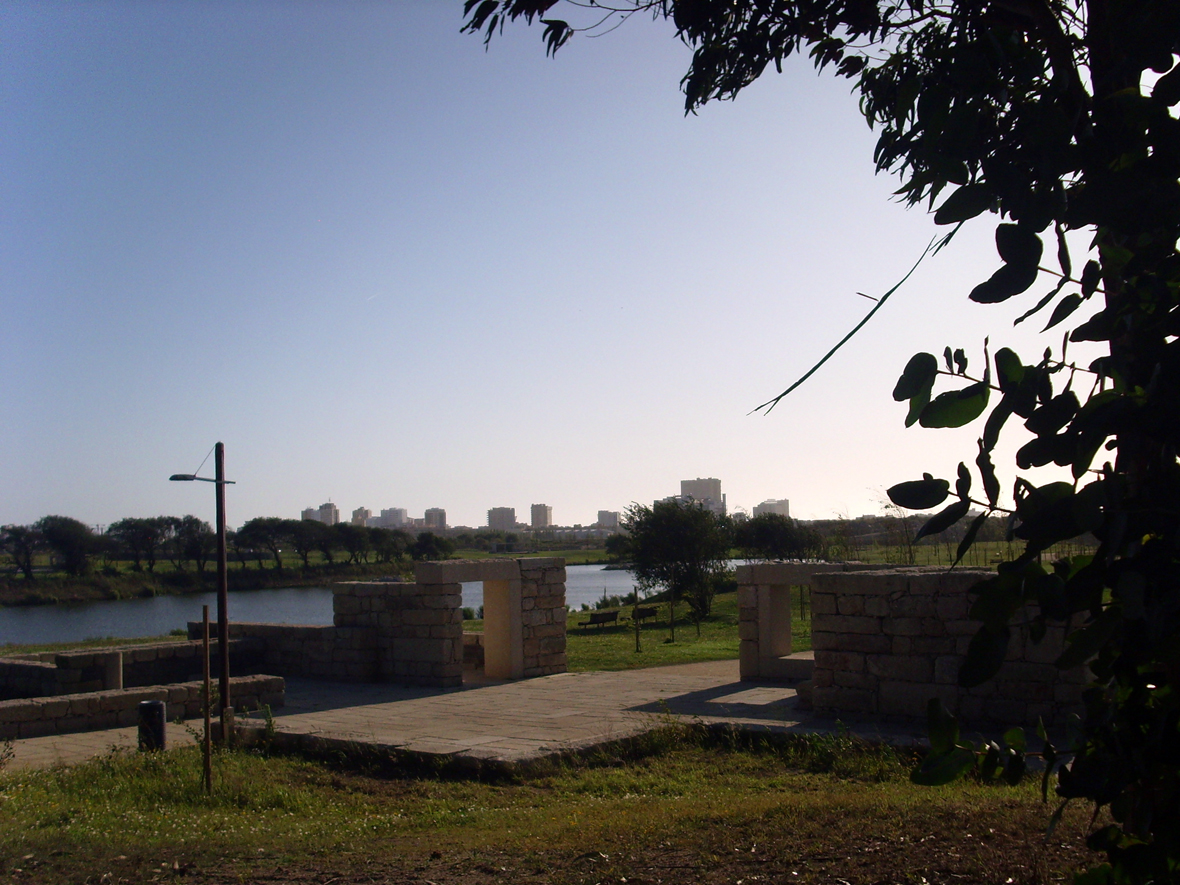
Uma estação do parque.

Apesar de existirem quartos de banho, circuito de fitness e parque de estacionamento, o parque não tem bares ou serviços semelhantes e esta opção é parte da política de desenvolvimento para levar as pessoas a se focarem nos grandes relvados e na própria natureza e não ferir o ambiente natural criado. O parque nascente está localizado na zona de Sencadas de Amorim. O acesso pedonal, para as pessoas que chegam da zona suburban em Amorim, é feito pelo Pontão das Sencadas, que atravessa por cima a auto-estrada A28. O projecto incluiu um túnel por baixo da Avenida do Mar para futuro acesso pedonal para os moradores da zona urbana de Barreiros.
Apesar de existirem alguns bancos, a maioria dos assentos são pequenos muros granitos com dupla função. Foram seleccionadas 28 espécies de árvores para o parque, num total de 1600 árvores, estando por isso o parque na sua infância e pensado para a futura expansão da cidade, quando o parque ser parte do centro da cidade.
A zona de desenvolvimento poente do parque da cidade é a componente paisagística do parque e assenta na recuperação da lagoa da Pedreira, na expansão da Avenida 25 de Abril pelo parque numa vala, e uma ciclovia ligando o parque à Praia da Lagoa. O projecto prevê a remodelação das falésias da lagoa e o seu uso para desportos náuticos, o plantio de milhares de árvores e um novo hotel.
A Cidade Desportiva inclui o Estádio Municipal, campos de futebol circundantes, maioritariamente usados para o campeonato infantil das freguesias da Póvoa de Varzim. O estádio encontra-se rodeado por colinas e arbustos numa tentativa de reduzir o impacto visual. Estes equipamentos ocupam uma área com cerca de 10 hectares. A modelação do terreno do estádio foi desenhado por Sidónio Pardal com o apoio do arquiteto Vítor Mogadouro que desenhou o edíficio. O estádio tem bancada coberta com capacidade para 1050 espectadores, edifício de apoio, pista sintética de atletismo e parque de estacionamento próprio. A cidade desportiva tem planos para incluir um novo estádio do Varzim S.C e o Complexo Desportivo do Clube Desportivo da Póvoa, ambos são desenvolvimentos privados.

## Lago e vida selvagem

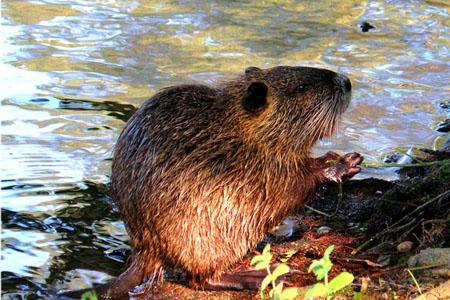
O rato-de-água é um roedor semi-aquático algo raro, mas que rapidamente se estabeleceu no lago.

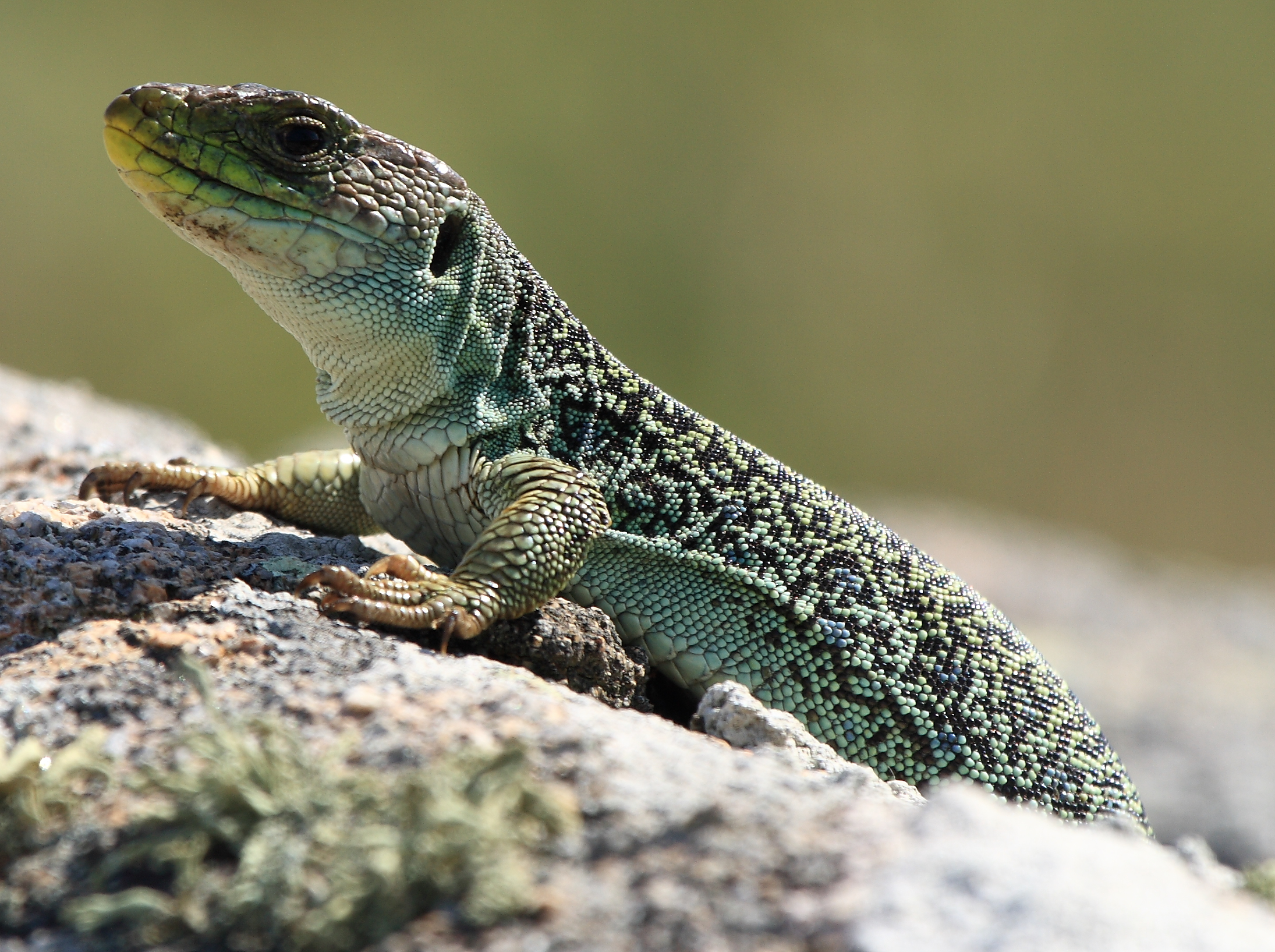
O grande e inofensivo sardão é um lagarto ibérico popular na Europa como animal de estimação. Pode ser facilmente observado em estado selvagem nos caminhos do parque.

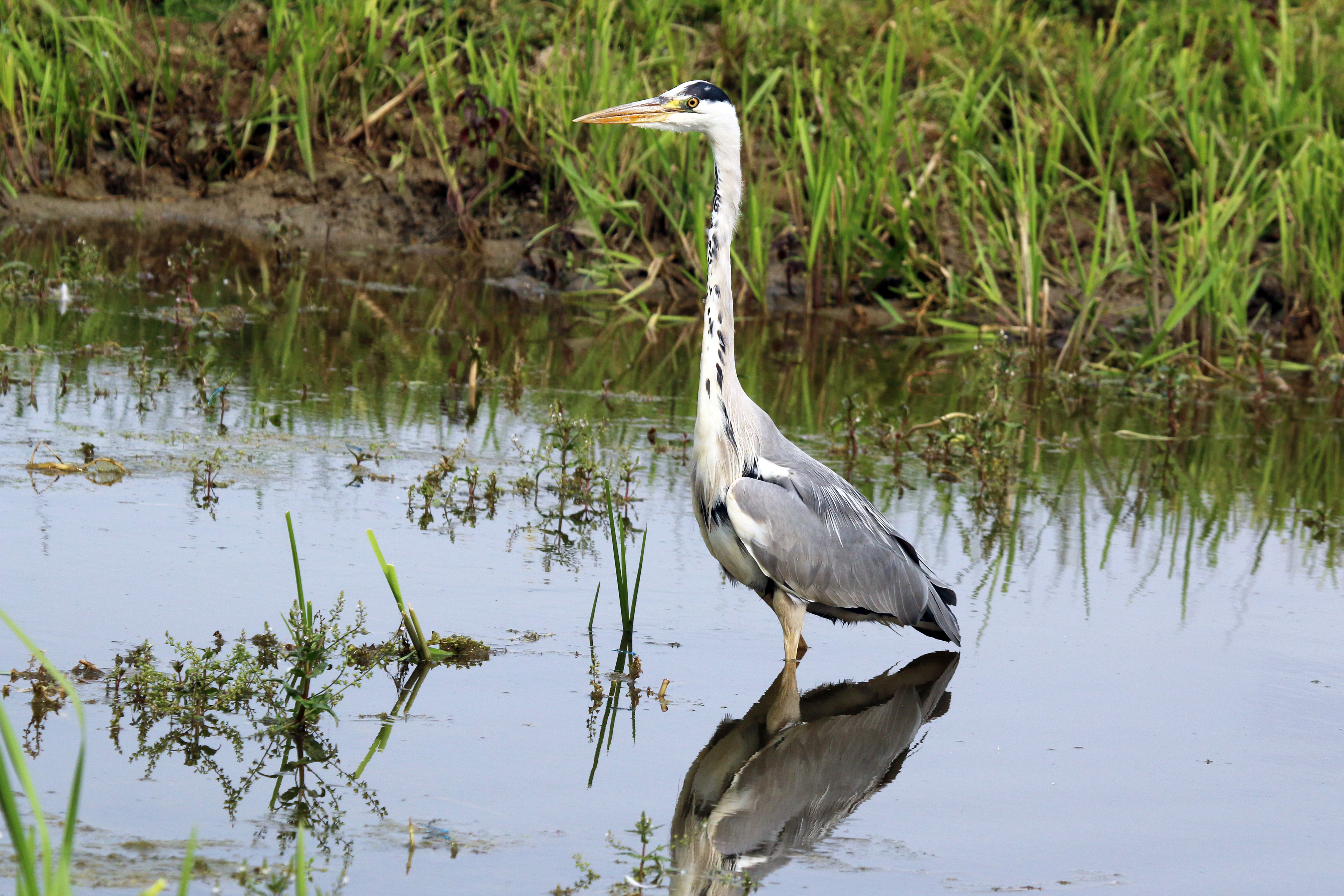
A garça-real é a espécie de garça mais facilmente observada no parque, ocorrendo em várias alturas do ano.

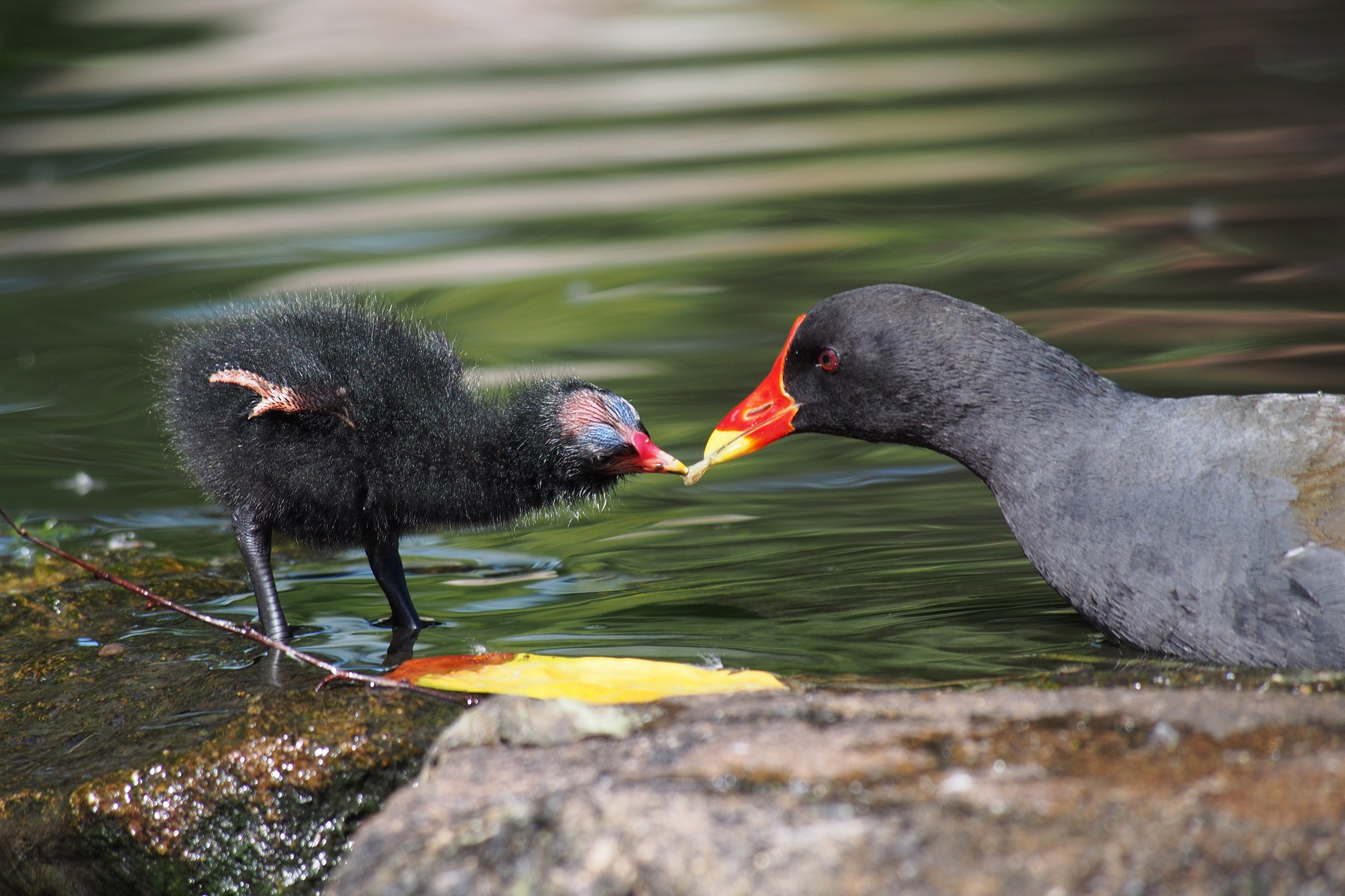
A tímida galinha d'água encontra-se bem estabelecida nas margens do lago e na ilha. A população deriva de alguns colonos selvagens.

A ecologia do Lago do parque é artificial, contudo nele habitam e procriam várias espécies de aves, poucas destas foram introduzidas, tendo a maioria alcançado o parque pelos seus próprios meios. O lago é também usado como ponto de paragem e descanso para várias espécies de aves aquáticas migratórias, assim como residência para peixes, mamíferos e répteis. O lago tem uma ilha central inacessível a visitantes com 130 metros de comprimento por 20 de largura com uma linha de árvores expressiva que é anterior à existência de toda a modelagem do terreno. A ilha é rodeada por vários rochedos que emergem à superfície do lago. A profundidade é de apenas 60 centímetros.
Encontram-se no parque espécies de répteis autóctones como o Lagarto-de-água, o sardão, a Lagartixa-de-bocage e o Cágado-mediterrânico, uma tartaruga portuguesa. Alguns mamíferos também chegaram ao parque, entre os quais doninhas e ratos-de-água, estes últimos uma espécie rara de campanhol semi-aquático e de bom porte. As aves, de fácil observação, são várias: patos-reais, gansos do Egipto, gansos domésticos, corvos marinhos e cisnes brancos, alguns introduzidos, outros colonizadores, maioria dos quais procriam no parque. Melros, pegas, pernilongos e galinhas d'água, entre outras espécies, também são comummente observadas. É por isso um local de eleição para observadores de aves que referem outras espécies como frisadas, pato-trombeteiro, torcicolos e zarro-negrinha.
O lago, com moldagem de margens, foi criado ao reter-se a água de um pequeno curso de água que atravessa o parque, o Esteiro, cuja nascente se localiza no monte da Cividade e que atravessa o parque de sudeste a noroeste. O ribeiro é também a principal fonte de escoamento do lago. Parte da água para encher o lago foi obtida do lençol freático, da Lagoa da Pedreira. O ribeiro, no leito do lago, possuía ali, no máximo, 1 a 1,5 metros de largura.

### Aves observadas
São várias as espécies de aves fotografadas por observadores de aves no parque, estas habitam no parque ou por ali passam como parte da sua paragem migratória.
Aves aquáticas
- Alopochen aegyptiacus (Ganso-do-Egipto)
- Anas clypeata (Pato trombeteiro)
- Anas crecca (Marrequinha)
- Anas penelope (Piadeira)
- Anas platyrhynchos (Pato real)
- Anser anser domesticus (Ganso doméstico)
- Aythya fuligula (Zarro-negrinha)
- Cygnus atratus (Cisne negro)
- Cygnus olor (Cisne)
- Tachybaptus ruficollis (Mergulhão pequeno)
- Tadorna ferruginea (Pato ferrugíneo)

Ralídeos
- Fulica atra (Galeirão)
- Gallinula chloropus (Galinha d'água)

Garças
- Ardea cinerea (Garça real)
- Ardeola ralloides (Papa-ratos)
- Bubulcus ibis  (Garça boieira)
- Egretta garzetta  (Garça branca pequena)

Aves de rapina
- Buteo buteo (Águia-de-asa-redonda)
- Falco tinnunculus (Falcão Peneireiro)

Pássaros maiores
- Pica pica (Pega)
- Sturnus unicolor (Estorninho preto)
- Sturnus vulgaris (Estorninho)
- Turdus merula (Melro)

Passarinhos
- Anthus pratensis (Petinha-dos-prados)
- Carduelis cannabina (pintarroxo)
- Carduelis carduelis (Pintassilgo)
- Carduelis chloris (Verdilhão)
- Cisticola juncidis (Fuinha-dos-juncos)
- Erithacus rubecula (Pisco-de-peito-ruivo)
- Estrilda astrild (Bico-de-lacre)
- Ficedula hypoleuca (Papa-moscas-preto)
- Hirundo rustica (Andorinha-das-chaminés)
- Motacilla flava (Xiribina boieira, Alvéola-amarela)
- Motacilla alba (Xiribina, Alvéola-branca)
- Oenanthe oenanthe (Chasco cinzento)
- Parus major (Chapim real)
- Passer domesticus (Tarrote, pardal)
- Phoenicurus ochruros (Rabirruivo-preto)
- Phylloscopus collybita (Felosa)
- Phylloscopus ibericus (Felosa-ibérica)
- Periparus ater (Chapim preto)
- Prunella modularis (Ferreirinha)
- Riparia riparia (Andorinha-das-barreiras)
- Turdus philomelos (Tordo)
- Saxicola rubetra (Cartaxo-nortenho)
- Saxicola rubicola (Cartaxo)
- Serinus serinus (Chamariz)
- Sylvia communis (Papa-amoras)

Aves limícolas
- Actitis hypoleucos (Maçarico-das-rochas)
- Calidris alpina (Pilrito)
- Charadrius dubius (Borrelho-pequeno-de-coleira)
- Charadrius hiaticula (Borrelho-grande-de-coleira)
- Himantopus himantopus (Pernilongo)
- Limosa limosa (Maçarico-de-bico-direito)
- Philomachus pugnax (Combatente)
- Tringa glareola (Maçarico-bastardo)
- Tringa totanus (Perna-vermelha)

Aves marinhas
- Chlidonias niger (Gaivina preta)
- Chroicocephalus ridibundus (Guincho)
- Larus canus (Gaivota-parda)
- Larus delawarensis (gaivota-de-bico-riscado)
- Larus michahellis (Gaivota-de-patas-amarelas)
- Larus fuscus (Gaivota-de-asa-escura)
- Phalacrocorax carbo (Corvo marinho)
- Sternula albifrons (Andorinha-do-mar anã)
- Sterna hirundo (Andorinha-do-mar)

outras
- Alcedo atthis (Guarda-rios)
- Ciconia ciconia (Cegonha)
- Cuculus canorus (Cuco)
- Jynx torquilla (Torcicolo)
- Upupa epops (Poupa)